# Jessalyn Gilsig
Jessalyn Gilsig (Montreal, 30 november 1971) is een Canadese film- en televisieactrice. Gilsig speelde onder meer mee in Boston Public, Nip/Tuck en Glee. Ze debuteerde in 1989 als filmactrice in The Journey Home, hoewel ze haar stem vijf jaar daarvoor al leende aan de korte animatiefilm Mascarade.
Gilsig is getrouwd met producent Bobby Salomon, die ze sinds de middelbare school kent. Samen kregen ze in 2006 een dochter.

## Filmografie
*Exclusief televisiefilms
- The Stepfather (2009)
- Prom Night (2008)
- Flood (2007)
- See This Movie (2004)
- Chicks with Sticks (2004)
- The Horse Whisperer (1998)
- Quest for Camelot (1998, stem)
- Jacknife (1989)
- The Journey Home (1989)

## Televisieseries
*Exclusief eenmalige gastrollen
- Vikings - (2013, negen afleveringen)
- Glee - Terri Schuester (2009, dertien afleveringen)
- Heroes - Meredith Gordon (2007-2008, tien afleveringen)
- XIII: The Conspiracy (gebaseerd op de stripreeks XIII) - Kim Rowland (2008, twee afleveringen)
- Imaginary Bitches - Jessalyn (2008, twee afleveringen)
- CSI: NY - Jordan Gates (2008, drie afleveringen)
- Nip/Tuck - Gina Russo (2003-2008, zeventien afleveringen)
- Friday Night Lights - Shelley Hayes (2007-2008, zes afleveringen)
- Prison Break - Lisa Rix (2005, vier afleveringen)
- NYPD Blue - Detective Kelly Ronson (2004, vijf afleveringen)
- Boston Public - Lauren Davis (2000-2002, 44 afleveringen)
- Snoops - Suzanne Shivers (2000, twee afleveringen)
- The Practice - ADA Jennifer (1999, twee afleveringen)

- Biblioteca Nacional de España: XX5033982
- Gemeinsame Normdatei: 1011377500
- International Standard Name Identifier: 0000 0001 1880 7855
- Library of Congress Control Number: no2010003950
- MusicBrainz: 7613c081-9d94-4f33-877c-0111860319c5
- Nationale Bibliotheek van Tsjechië: xx0145065
- Nationale Bibliotheek van Polen: a0000002275748
- Nederlandse Thesaurus van Auteursnamen: 392059452
- Système universitaire de documentation: 257955917
- Virtual International Authority File: 106858292
- WorldCat: E39PBJgt9JjGvMMHYdmD9t7bVC